# 셰네르 외즈바이라클
셰네르 외즈바이라클(튀르키예어: Şener Özbayraklı, 1990년 1월 23일 ~ )은 튀르키예의 축구 선수로 포지션은 수비수이다.